# Optimera Svenska AB
Optimera är en svensk bygghandel för yrkeskunder med butiker på ett 70-tal orter.
I bolaget har ca 800 anställda och omsätter ca 5 miljarder kronor.
Optimera ingår i koncernen SGDS Gruppen AB tillsammans med systerbolaget Dahl som är specialiserade inom branscherna VVS och va. Koncernen ägs av franska industribolaget Saint-Gobain. och är börsnoterat i Paris.  

## Historia
Optimera som varumärke etablerades 1996 i samband med en fusion av fyra aktörer i Norge och Sverige. Saint-Gobain förvärvade sedan Optimeragruppen år 2005. Optimeragruppen har sedan dess vuxit på den nordiska marknaden och ingår idag, tillsammans med Dahl Sverige AB, i divisionen Saint-Gobain Distribution Nordic.